# باد فالينغبوستل
باد فالينغ بوستل (بالألمانية: Bad Fallingbostel) هي بلدة ألمانية تقع في ألمانيا في سكسونيا السفلى.

## المدن التوأمة
مدن Miastko و Périers هي مدن توأمة لـباد فالينغ بوستل.

## أعلام
- فرانك أوردنيفيتس